# Daisuke Tonoike
Daisuke Tonoike (jap. 外池 大亮, Tonoike Daisuke; * 29. Januar 1975 in der Präfektur Kanagawa) ist ein ehemaliger japanischer Fußballspieler.

## Karriere
Tonoike erlernte das Fußballspielen in der Schulmannschaft der Waseda Jitsugyo High School und der Universitätsmannschaft der Waseda-Universität. Seinen ersten Vertrag unterschrieb er 1997 bei Bellmare Hiratsuka (heute: Shonan Bellmare). Der Verein spielte in der höchsten Liga des Landes, der J1 League. Für den Verein absolvierte er 41 Erstligaspiele. 2000 wechselte er zum Ligakonkurrenten Yokohama F. Marinos. 2000 wurde er mit dem Verein Vizemeister der J1 League. Für den Verein absolvierte er 32 Erstligaspiele. Im August 2001 wurde er an den Zweitligisten Omiya Ardija ausgeliehen. 2002 kehrte er zu den Yokohama F. Marinos zurück. 2002 wurde er mit dem Verein Vizemeister der J1 League. 2003 wechselte er zum Zweitligisten Ventforet Kofu. Für den Verein absolvierte er 43 Spiele. 2004 wechselte er zum Erstligisten Sanfrecce Hiroshima, 2005 dann zum Zweitligisten Montedio Yamagata. Für den Verein absolvierte er 19 Spiele. 2006 wechselte er zum Ligakonkurrenten Shonan Bellmare. Für den Verein absolvierte er 27 Spiele. Ende 2007 beendete er seine Karriere als Fußballspieler.

## Erfolge
Yokohama F. Marinos
- J1 League

Vizemeister: 2000, 2002
- J.League Cup

Sieger: 2001